# 羅迪·派珀
羅迪·派珀（英語：Roddy Piper，1954年4月17日—2015年7月31日），本名羅德里克·喬治·圖姆斯（Roderick George Toombs），加拿大電影演員及退休職業摔角選手，並與世界摔角娛樂簽約成為Podcast主持人。羅迪·派珀最知名的時期是待在世界摔角聯盟的時候。雖然羅迪·派珀是加拿大人，但由於他的蘇格蘭傳統，他被宣傳是來自蘇格蘭格拉斯哥，而他的代表也是蘇格蘭裙及風笛進場樂。

## 早年
1954年4月17日，图姆斯在加拿大萨斯喀彻温省萨斯卡通出生，随后在马尼托巴省温尼伯长大。他就读于温莎公园学院，父亲是皇家加拿大骑警的警察，住在马尼托巴省乐帕斯。图姆斯上初中时因带弹簧刀上学被学校开除，之后跟父亲吵了一架而离家出走，住在青年旅馆。图姆斯在当地的体育场做着为几名专业的摔角手跑腿的散工。年轻时他擅长吹风笛，但他多次表示自己不知道是什么时候学这个东西的。他的童年玩伴是前NHL球员、斯坦利杯冠军卡姆·康纳。

## 逝世
2015年7月31日，61岁的派彭在好莱坞的家中因心脏病发作去世。他的死讯打断了北卡罗来纳州的一个有600名现役和退役职业摔角手出席的摔迷活动。现场敲钟十下，向他和2015年6月去世的WWE名人堂成员德斯提·罗兹表示敬意。2015年8月3日举办的WWE Raw在开头处也为他献上十下钟声。
WWE首席执行官文斯·麦克马洪在发言中表示：“罗迪·派彭是WWE史上最有趣、最具争议和最夸张的表演者，受到世界各地数百万名摔迷的厚爱，我向他的家人致以深切的慰问。”好莱坞导演約翰·卡本特也表示：“听到我的朋友罗迪·派彭在今天去世的消息时我很震惊，他是一位伟大的摔角手、一位技艺高超的表演者和一位好友。”
2003年接受HBO《真实体育》（Real Sports）栏目采访时，派彭曾预言他不打算“活到65岁”，因他的健康状况欠佳。2003年他回到WWE，因为他到了65岁他能拿养老金。

## 冠軍及成就

### 職業摔角畫報
- PWI年度最激勵人心摔角手（1982年）[16]
- PWI年度最討厭摔角手（1984年、1985年）
- PWI年度賽事（1985年；與保羅·歐倫朵夫（英语：Paul Orndorff）於摔角狂熱I（英语：WrestleMania I）對上T先生與霍克·霍肯）
- PWI年度最受歡迎摔角手（1986年）
- PWI 500-第17名（2003年）

### 世界摔角娛樂
- WWF洲際冠軍（一次）[17]
- 世界雙打冠軍（一次；與瑞克·福萊爾）[18]
- 世界摔角娛樂名人堂（2005年）[19]
- 衝擊大賞年度最佳個性（1986年）

### 摔角觀察通訊獎（英语：List of Wrestling Observer Newsletter awards）
- 年度最佳採訪（1981年-1983年；1981年與樓·阿爾巴諾（英语：Lou Albano）並列）
- 年度最佳腳跟攻擊（1984年、1985年）
- 摔角觀察通訊名人堂（1986年）
- 年度最差加工比賽（1986年；與T先生在摔角狂熱2（英语：WrestleMania 2）的拳擊賽）
- 年度最差加工比賽（1997年；與霍克·霍肯）